# Ornithopoda
Ornithopoda constituem uma infraordem de dinossauros ornitísquios que começaram como pequenos herbívoros terrícolas (por exemplo o heterodontossauro e o hipsilofodonte), e cresceram em tamanho e número até tornarem-se os mais bem sucedidos herbívoros do Cretáceo em todo o mundo, dominando totalmente as paisagens da América do Norte. Sua maior vantagem evolutiva era o desenvolvimento progressivo do aparelho mastigatório que tornou o mais sofisticado já desenvolvido por um réptil, rivalizando o dos modernos mamíferos como a vaca doméstica. Eles alcançaram seu ápice nos hadrossaurídeos, antes de serem varridos pelo evento de extinção Cretáceo-Terciário junto com todos os outros dinossauros não-avianos.
Ornithopoda significa "pés de ave", do grego ornis ("ave") e pous ("pé");  em referência a característica dos pés com três dedos. Eles também eram caracterizados por não terem couraça protetora, por terem um bico chifrudo, uma púbis alongada e eventualmente estendendo-se passando do ílio, e um buraco faltando na mandíbula inferior.
Os primeiros Ornithopoda tinham apenas cerca de um metro de comprimento, mas eram provavelmente bem rápidos. Eles tinham uma cauda rígida, como terópodes, ajudando a equilibrar quando corriam em suas patas traseiras. Mais tarde os Ornithopoda tornaram-se mais adaptados a pastar nas quatro patas; sua coluna vertebral ficou curva, de forma similar a de modernos animais de pasto como o bisão. Como eles tornaram-se mais adaptados a comer enquanto curvados, eles tornaram-se semi-quadrúpedes; ainda correndo em duas pernas, e confortáveis para alcançar no alto das árvores; mas passando a maior parte do tempo andando ou pastando nas quatro patas.
Mais tarde os Ornithopoda tornaram-se maiores, mas nunca rivalizando o incrível tamanho, dos enormes pescoços, enormes caudas dos saurópodes que eles parcialmente suplantaram; os maiores, como o Edmontossauro e Shantungossauro, nunca tiveram mais de 15 metros.
Historicamente, a maioria dos Ornitischia bípedes eram classificados descuidadamente como Ornithopoda. A maioria foi reclassificado como membros basais de táxons como Marginocephalia; e para alguns, como os "cabeça-de-osso" (Pachycephalosauria), foram dados seus próprios táxons.

## Taxonomia
- - Infraordem Ornithopoda
    - Família Hadrosauridae
      - Anatotitan
      - Bactrosaurus
      - Brachylophosaurus
      - Corythosaurus
      - Edmontosaurus
      - Hadrosaurus
      - Hypacrosaurus
      - Lambeosaurus
      - Maiasaura
      - Parasaurolophus
      - Saurolophus
      - Secernosaurus

    - Família Heterodontosauridae
      - Heterodontosaurus

    - Família Hypsilophodontidae
      - Agilisaurus
      - Hypsilophodon
      - Othnielia
      - Thescelosaurus

    - Família Iguanodontidae
      - Iguanodon
      - Ouranosaurus

    - Família Camptosauridae
      - Camptosaurus
      - Muttaburrasaurus

    - Família Dryosauridae
      - Dryosaurus

    - Incerta sedis
      - Tenontosaurus

## Popularização na mídia
Diferentes tipos de Ornithopoda brasileiros do Período Cretáceo aparecem na obra de ficção-científica "Realidade Oculta". Um Ornithopoda, com apenas cerca de 200g, foi o primeiro bebê dinossauro descoberto na Austrália.